# 小将町
小将町（こしょうまち）は、石川県金沢市の町名。丁目を持たない単独町名であり、全域で住居表示実施済み。郵便番号は920-0932。

## 概要
小将町は、東兼六町・兼六町・扇町・兼六元町に囲まれている。

## 沿革
- 1966年（昭和41年）2月1日 - 住居表示実施により、小将町一番丁・小将町中丁・兼六通一丁目の全部と上胡桃町・賢坂辻通・小将町二番丁・小将町三番丁・小尻谷町・八坂・材木町二丁目の各一部をもって成立[4]。

## 小中学校の校区
市立小学校に通う場合は兼六小学校に、市立中学校に通う場合は兼六中学校に通う。

## 施設
- 金沢市立小将町中学校
- 加賀友禅会館

## 交通

### バス
- 北鉄バス（北陸鉄道・北鉄金沢バス）・金沢ふらっとバス材木ルート　小将町バス停

このほか兼六園下・金沢城（県駐車場前）バス停も町内に位置する。